# Stylici

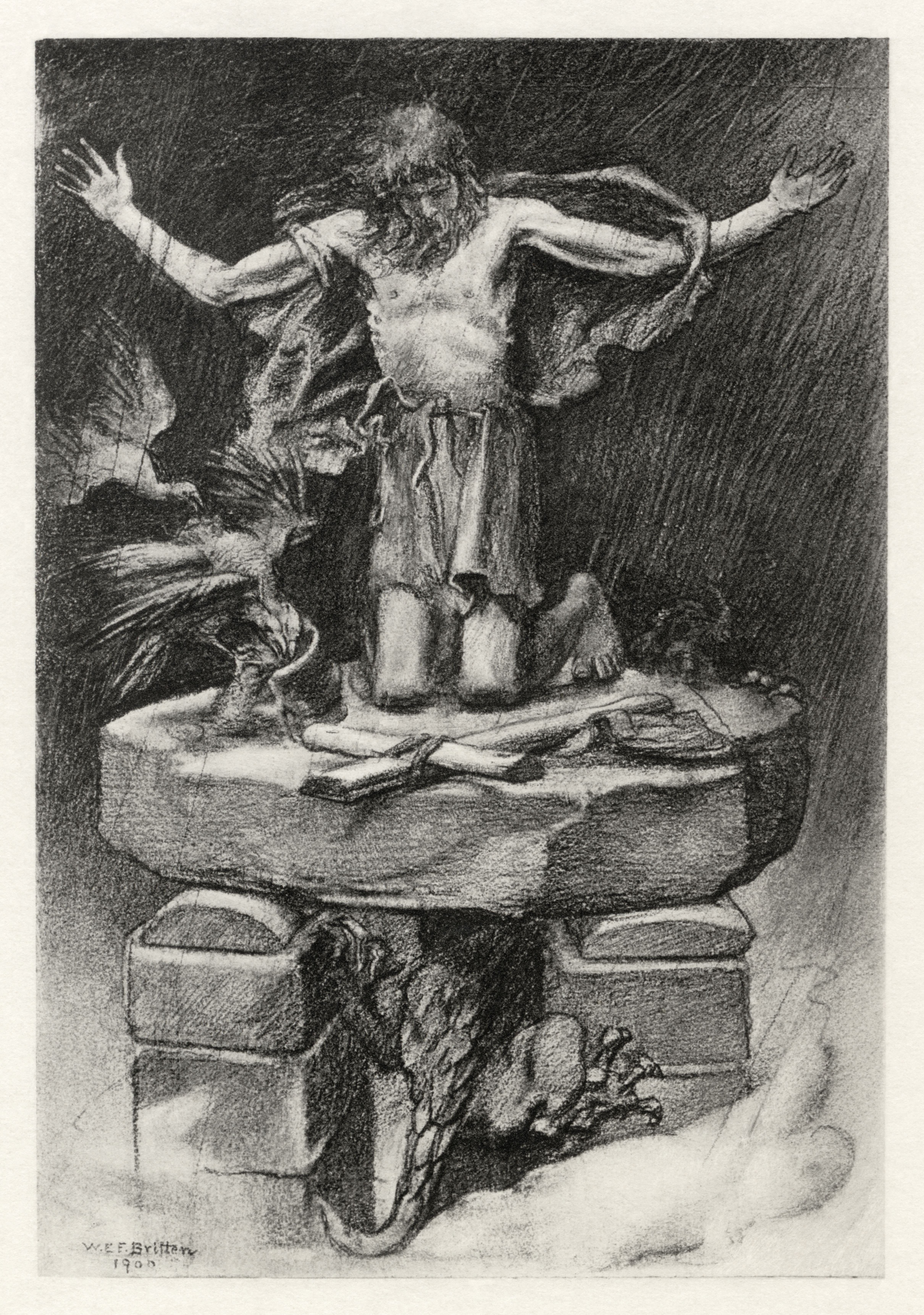
Ilustracja przedstawiająca Szymona Słupnika.

Stylici (z greki słupnicy) – chrześcijańscy asceci, którzy w akcie dobrowolnej pokuty prowadzili życie w odosobnieniu, przebywając na słupach.
W Syrii i Palestynie pojawiła się w IV wieku surowa forma ascezy polegająca na oddawaniu się wieloletniej pokucie przez przebywanie na słupie. Pokutnicy wzbudzali szacunek i podziw u współczesnych i już za życia spotykali się z powszechną czcią, a po śmierci wielu z nich otoczono kultem jako świętych. Stylityzm ze względu na warunki klimatyczne nie rozprzestrzenił się na Zachodzie, mimo iż słupy zwieńczone były szałasami. Najbardziej znaną postacią wśród pokutników jest Szymon Słupnik (Starszy), który jako chronologicznie pierwszy obrał ten szczególny sposób życia, na słupie.